# Superfast!
Superfast! (también conocida como Superfast & Superfurious) es una película de parodia estadounidense de 2015 dirigida por Jason Friedberg y Aaron Seltzer. La película es una parodia de la saga The Fast and the Furious. Su fecha de lanzamiento fue el 3 de abril de 2015, en cines y mediante VOD coincidiendo con el estreno de Furious 7.

## Sinopsis
Lucas White, un policía encubierto, se une a un grupo de corredores callejeros ilegales liderados por Vin Sorento. Juntos, planean traicionar al capo de Los Ángeles, Juan Carlos de la Sol, y tomar su dinero escondido en un establecimiento de comida rápida denominado "Big Ass Taco" (parodia de Taco Bell).

## Reparto
- Alex Ashbaugh como Oficial Lucas White, una parodia de Brian O'Conner y Lucas Black.
- Dale Pavinski como Vin Sorento, una parodia de Dominic Toretto.
- Lili Mirojnick como Jordana, una parodia de Mia Toretto.
- Andrea Navedo como Michelle, una parodia de Letty Ortiz.
- Daniel Booko como Curtis, una parodia de Vince.
- Dio Johnson como el detective Rock Johnson, una parodia de Luke Hobbs.
- Rogelio Douglas Jr. como Rapper, una parodia de Tej Parker.
- Chris Pang como Cool Asian Guy, una parodia de Han Seoul-Oh.
- Chanel Celaya como Model Turned Actress, una parodia de Gisele Yashar.
- Shantel Wislawski como la oficial Julie Canaro, una parodia de Monica Fuentes y Riley Hicks.
- Omar Chaparro como Juan Carlos de la Sol, una parodia de Arturo Braga y Hernan Reyes
- Joseph Julian Soria como Cesar Veracruz, una parodia de Fenix Calderon.
- Gonzalo Menendez como el detective Hangover.
- Amin Joseph como Dre, una parodia de Roman Pearce.
- Luis Chávez como Hector.
- Cuete Yeska como Jose.

## Producción
La filmación comenzó en octubre de 2013.

## Recepción
La película recibió críticas generalmente negativas. Joe Leydon de Variety comentó en su reseña de la pelīcula que "Superfast! apunta a blancos fáciles y los pierde por millas." Martin Tsai de Los Angeles Times comentó en su reseña que "Si bien los fans pueden apreciar todos los guiños y referencias, la película es un accidente para los no iniciados." Brian Orndorf de Blu-ray.com dio a la película un puntaje de 2 a 10, llamándola "un esfuerzo decerebrado, con los ayudantes volviendo a su zona de confort de golpes de cabeza y sonidos de pedo, incluso metiendo dos incidentes donde un personaje es golpeado de la nada por un auto a toda velocidad. Quizás Friedberg y Seltzer son entusiastas del vaudeville. Quizás ellos no pueden soñar un chiste original para salvar sus vidas. De cualquier modo, Superfast es aplastado por una dolorosamente obvia estupidez que nunca es graciosa."